# 高岡環状道路
高岡環状道路（たかおかかんじょうどうろ）は、富山県高岡市の環状ネットワーク形成のため計画された延長約20 kmの路線で、地域高規格道路の計画路線に指定されている。

## 沿革
- 1994年（平成6年）12月16日 - 地域高規格道路計画路線指定
- 1995年（平成7年）4月28日 - 高岡市上伏間江から同市六家間5 kmが整備区間に指定